# II. Lajos flamand gróf
II. Male-i Lajos (1330. október 25. – 1384. január 30.) középkori flamand nemes, 1346-tól Flandria, Nevers, Rethel grófja grófja, 1382-től Artois és Burgundia grófja is.
Apja Nevers-i Lajos flamand gróf, anyja Burgundi Margit, V. Fülöp francia király lánya. Apja 1346-ban életét vesztette a crécyi csatában, és Lajos örökölte Flandriát, Nevers-t és Rethelt.
1347. június 6-án feleségül vette III. János brabanti herceg lányát, Brabanti Margitot. Apósa 1355-ben meghalt, és a Brabanti Hercegséget idősebbik lánya, Johanna és annak férje, Luxemburgi Vencel örökölte. Lajos vitatta az öröklést és felesége jogán birtokba akarta venni Brabantot. 1355-ben megtámadta a hercegséget, elfoglalta Mechelent, és Vencelnek Limburgba kellett menekülnie. Az öröklést csak az ath-i szerződés rendezte: Mechelent és Antwerpent Flandriához csatolták, és Lajos felvehette a brabanti herceg címet.

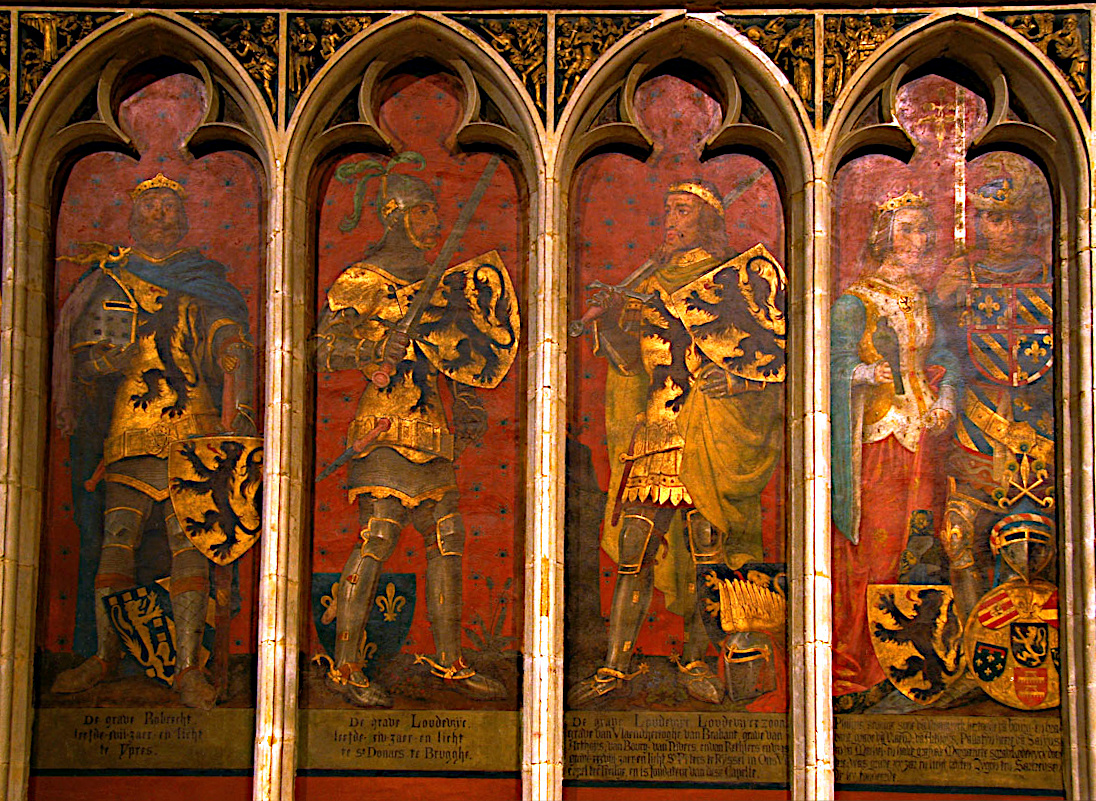
Lajos és családja, a Dampierre-házból származó flamand grófok (balról jobbra): III. Róbert, I. Lajos, II. Lajos, III. Margit és férje, II. Fülöp burgundi herceg

Később számos belső problémája adódott. 1379-ben vejétől, II. Fülöp burgundi hercegtől kellett segítséget kérnie a genti felkelés leveréséhez. A flamand polgárok Artevelde Fülöp vezetésével lázadtak fel, és a beverhoutsveld-i csatában menekülésre kényszerítették Lajost. Fülöp egy francia sereg élén a roosebekei csatában legyőzte a felkelőket, de Gent polgárai angol segítséggel folytatták az ellenállást.
1382-ben anyja halálával Artois és Burgundia grófságokat is megörökölte.

## Családja és leszármazottai
1347-ben vette feleségül Brabanti Margitot (1323–1368), III. János brabanti herceg és Marie d'Evreux lányát. A házasságból három gyermek született:
- Péter (? - ?)
- Károly (? - ?)
- Margit (1348–1405), aki apja halála után III. Margit néven örökölte a flamand grófságot és a hozzá tartozó területeket.

Lajosnak emellett 15 törvénytelen gyermeke született, akik közül három 1396-ban Nicopolis ostrománál estek el, ketten pedig 1415-ben az azincourt-i csatában vesztették életüket.

## Fordítás
- Ez a szócikk részben vagy egészben  a   Louis II, Count of Flanders című angol Wikipédia-szócikk fordításán alapul.  Az eredeti cikk szerkesztőit annak laptörténete sorolja fel. Ez a jelzés csupán a megfogalmazás eredetét és a szerzői jogokat jelzi, nem szolgál a cikkben szereplő információk forrásmegjelöléseként.